# 南陽駅
南陽駅（なんようえき）は中華人民共和国河南省南陽市臥竜区鉄路東街にある中国国鉄鄭州鉄路局が管轄する駅である。

## 駅構造
単式ホーム1面、島式ホーム2面を持つ地上駅である。

## 所属路線
- 中国国鉄
  - 焦柳線：月山駅起点より370km、柳州駅終点まで1281km
  - 寧西線：本線の北側に位置し、連絡線を有す[2]。南京駅起点より813km、西安駅まで452km

## 歴史
1970年3月に駅が建設され、焦枝線の開通に伴い開業した。
1970年6月5日に南陽車務段が成立する。その後一度拡張された。寧西線の複線化と焦柳線の電化に伴い総面積1.6万平方メートルと大規模に拡張する計画がある。

## 隣の駅
中国国鉄
焦柳線
蒲山店駅 - 南陽駅 - 韓堂駅
寧西線
南陽東駅 - 南陽駅 - 南陽西駅